# Frank Fiers
Frank Fiers (9 augustus 1971) is een Belgisch voormalig inline-skater, langebaanschaatser en Belgisch en Nederlands bondscoach inline-skaten.

## Biografie
Fiers werd Europees kampioen op wieltjes in 1994 in Pamplona en won negentien Belgische titels op inline-skates. Hij zette zijn eerste schaatspassen pas op 33-jarige leeftijd en schaatste vijf seizoenen marathons in de eerste divisie.
Fiers reed op 10 september 2005 een werelduurrecord op inline-skates met een afstand van 36,5124 km en ruim 50 meter in Groningen. In het langebaanschaatsen debuteerde hij internationaal tijdens de wereldbekerwedstrijden op 8 december 2007 in Thialf, Heerenveen. Daar schaatste hij de 5000 meter in de B-groep in een tijd van 7.06,63.
In 2008 en 2009 reed Fiers in Breda de Belgische kampioenschappen schaatsen allround, waar hij beide keren als tweede eindigde achter Kris Schildermans. Na het langebaanschaatsen is Fiers weer gaan inline-skaten. In juni 2012 werd Fiers begeleider van Team Brabant.
Na zijn actieve carrière werd Fiers coach namens de KNSB. In 2013 begeleidde hij de Nederlandse junioren inline-selectie, die onder andere succesvol was op het EK in Almere. In 2014 en 2015 was hij Belgisch bondscoach inlineskaten. In 2016 volgde hij Desly Hill op als Nederlands deeltijd-bondscoach, samen met Valentina Berga-Belloni. In 2022 nam Fiers afscheid als bondscoach.

## Persoonlijk
Fiers is getrouwd en heeft een bedrijf in skeeler- en skatemateriaal, DOUBLEff geheten.

## Persoonlijke records
| Afstand      | Tijd     | Datum            | Baan      |
| ------------ | -------- | ---------------- | --------- |
| 500 meter    | 42,04    | 1 december 2007  | Groningen |
| 1500 meter   | 2.04,92  | 3 maart 2007     | Groningen |
| 3000 meter   | 4.12,65  | 28 oktober 2007  | Groningen |
| 5000 meter   | 7.00,71  | 18 november 2007 | Erfurt    |
| 10.000 meter | 14.43,34 | 29 november 2008 | Groningen |

## Resultaten
| Jaar | BK Allround | Wereldbeker |
| ---- | ----------- | ----------- |
| 2008 | Zilver      | 0* 5k/10k   |
| 2009 | Zilver      |             |

- = geen deelname
0* = wel deelgenomen, maar geen punten behaald

## Palmares

### Inline-skaten
Weg
- Europese kampioenschappen
  - 1994 in het Spaanse Pamplona
    -  op de halve marathon eliminatie

  - 1995 in het Portugese Praia da Vitoria
    -  op de 1.500 meter tijdrijden

### Schaatsen
| kampioenschap                                 | goud | zilver | brons |
| --------------------------------------------- | ---- | ------ | ----- |
| Belgische kampioenschappen schaatsen allround | 0    | 2      | 0     |